# Pleasant Ridge
Pleasant Ridge é uma cidade localizada no estado americano de Michigan, no Condado de Oakland.

## Demografia
Segundo o censo americano de 2000, a sua população era de 2594 habitantes.
Em 2006, foi estimada uma população de 2482, um decréscimo de 112 (-4.3%).

## Geografia
De acordo com o United States Census Bureau tem uma área de 1,5 km², dos quais 1,5 km² cobertos por terra e 0,0 km² cobertos por água.

## Localidades na vizinhança
O diagrama seguinte representa as localidades num raio de 4 km ao redor de Pleasant Ridge.